# Polizia (Moldavia)
La Polizia moldava o Polizia della Repubblica Moldava (in lingua romena: Poliţia Republicii Moldova; fino al 2013 Inspectoratul General al Poliţiei, IGP) è la polizia della Moldavia.
Le forze dell'ordine fanno parte del Call Center Unico. In caso di emergenza viene chiamato il numero unico 112 e sul posto intervengono contemporaneamente soccorritori, polizia e medici, a seconda della complessità della situazione.

## Storia
È stato creato il 13 settembre 1990, dopo che il Governo della Repubblica di Moldovia ha adottato la Decisione n. 321 "Cu privire la reforma organelor Ministerului Afacerilor Interne al RSS Moldovenești" (RSS Moldava), che prevedeva la creazione del dipartimento di polizia e delle stazioni di polizia distrettuale. Così, il posto della milizia è occupato dai nuovi corpi degli affari interni, la Polizia. Il 18 dicembre 1990, il Parlamento della Moldavia ha adottato la Legge sulla Polizia.
Negli ultimi anni è proseguito il processo di riforma degli organi interni. La Polizia della Repubblica di Moldavia è un'istituzione creata al servizio del cittadino, un'istituzione progettata per difendere i valori fondamentali della società: diritti e libertà dei cittadini, proprietà privata e pubblica, ordine pubblico e pace.

## Ispettorato Generale della Polizia (IGP)
Il 27 dicembre 2012 è entrata in vigore la Legge n. 320 "Cu privire la activitatea poliției și statutul polițistului", entrato in vigore il 5 marzo 2013. Con la nuova legge, è stato istituito l'Ispettorato Generale della Polizia (IGP), quale unità centrale per l'amministrazione e il controllo della Polizia, con lo status di persona giuridica e con competenza su tutto il territorio della Repubblica di Moldovia, subordinato al Ministero degli Affari Interni.
Il 24 aprile 2013 con decisione governativa n. 284 è stata approvata la nuova divisa della Polizia.
L'8 aprile 2014 è stato approvato il Programma di sviluppo strategico, un documento di base della Polizia, sviluppato per un periodo di 3 anni, che garantisce la prioritizzazione di vari obiettivi, riflessi nei numerosi documenti programmatici, oltre a identificare le lacune nelle capacità e strumenti/metodi che l'IGP utilizzerà.

## Galleria d'immagini

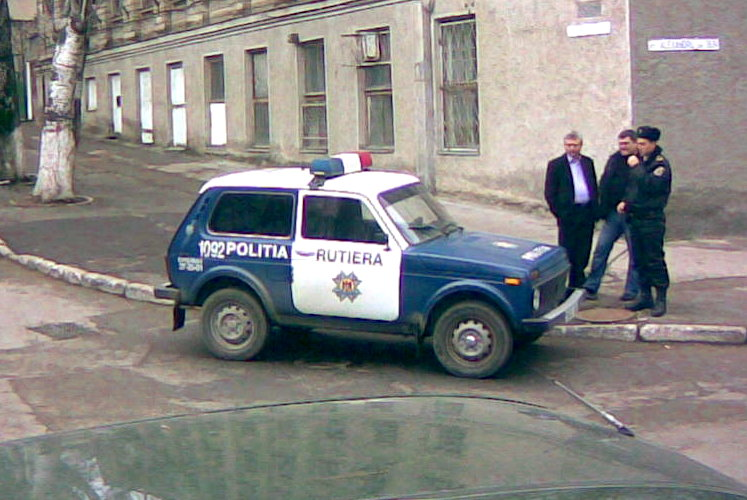
Una jeep della polizia (circa anni 1990)
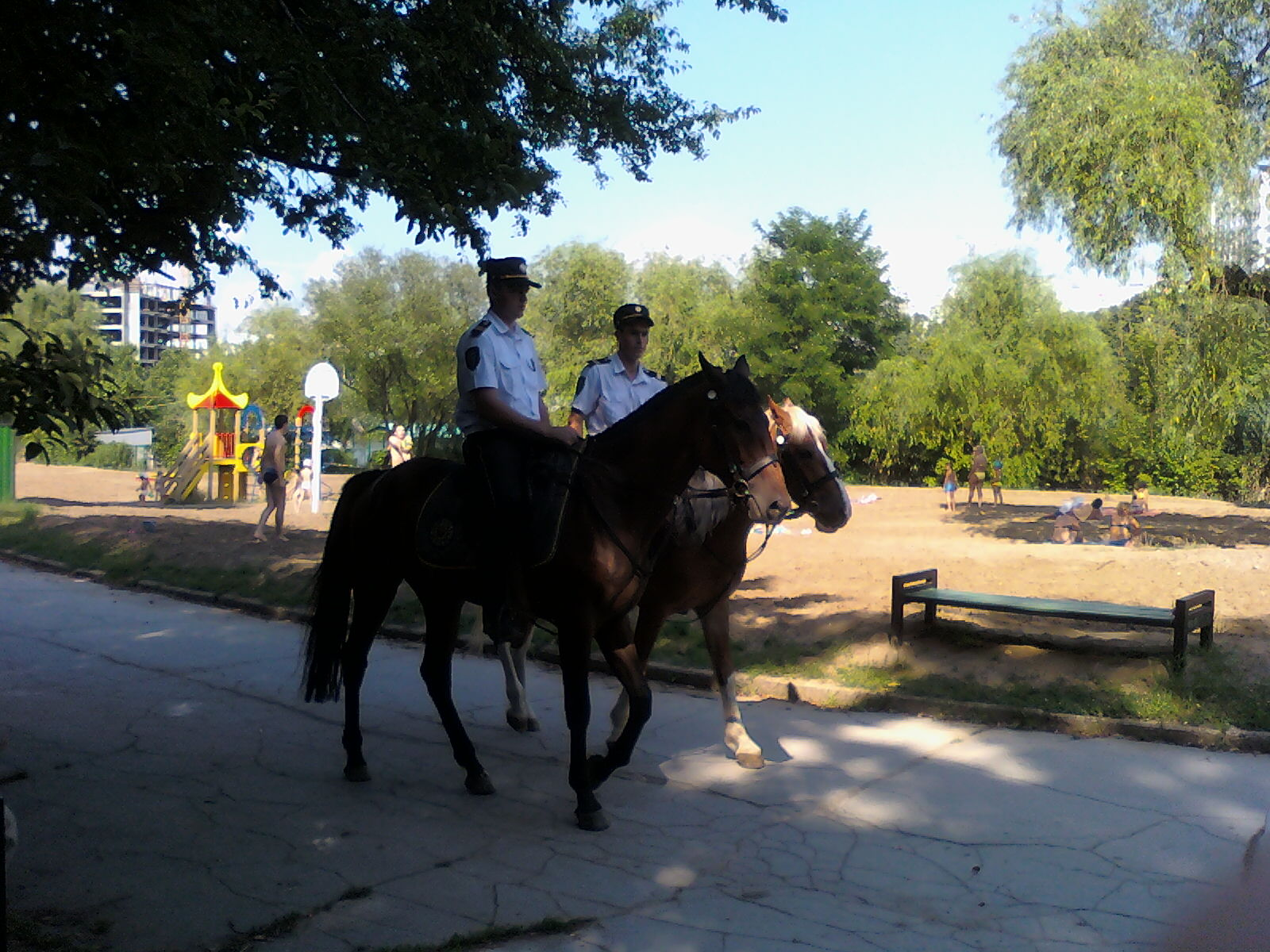
Polizia a cavallo
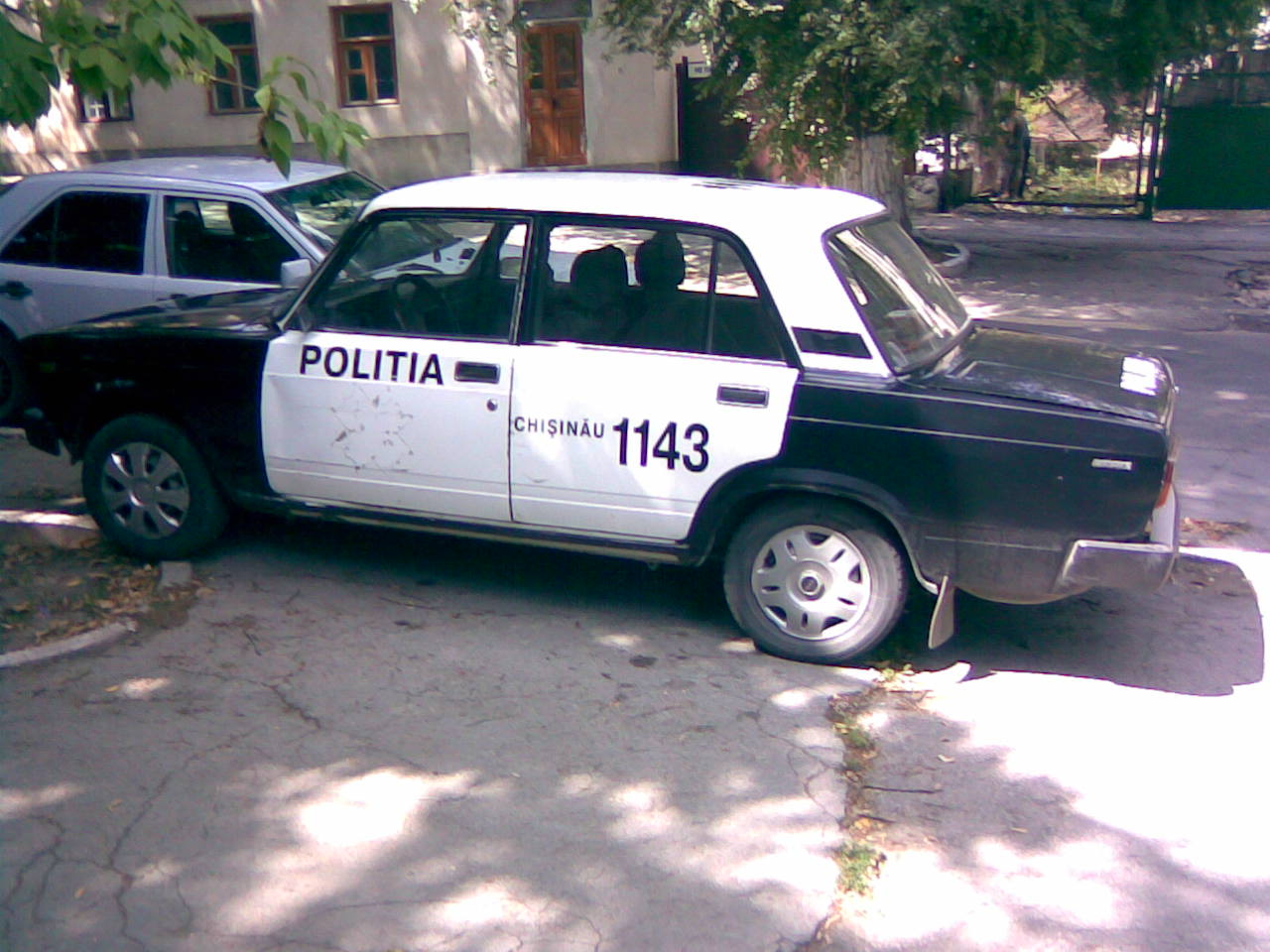
Una volante (circa anni 1980)
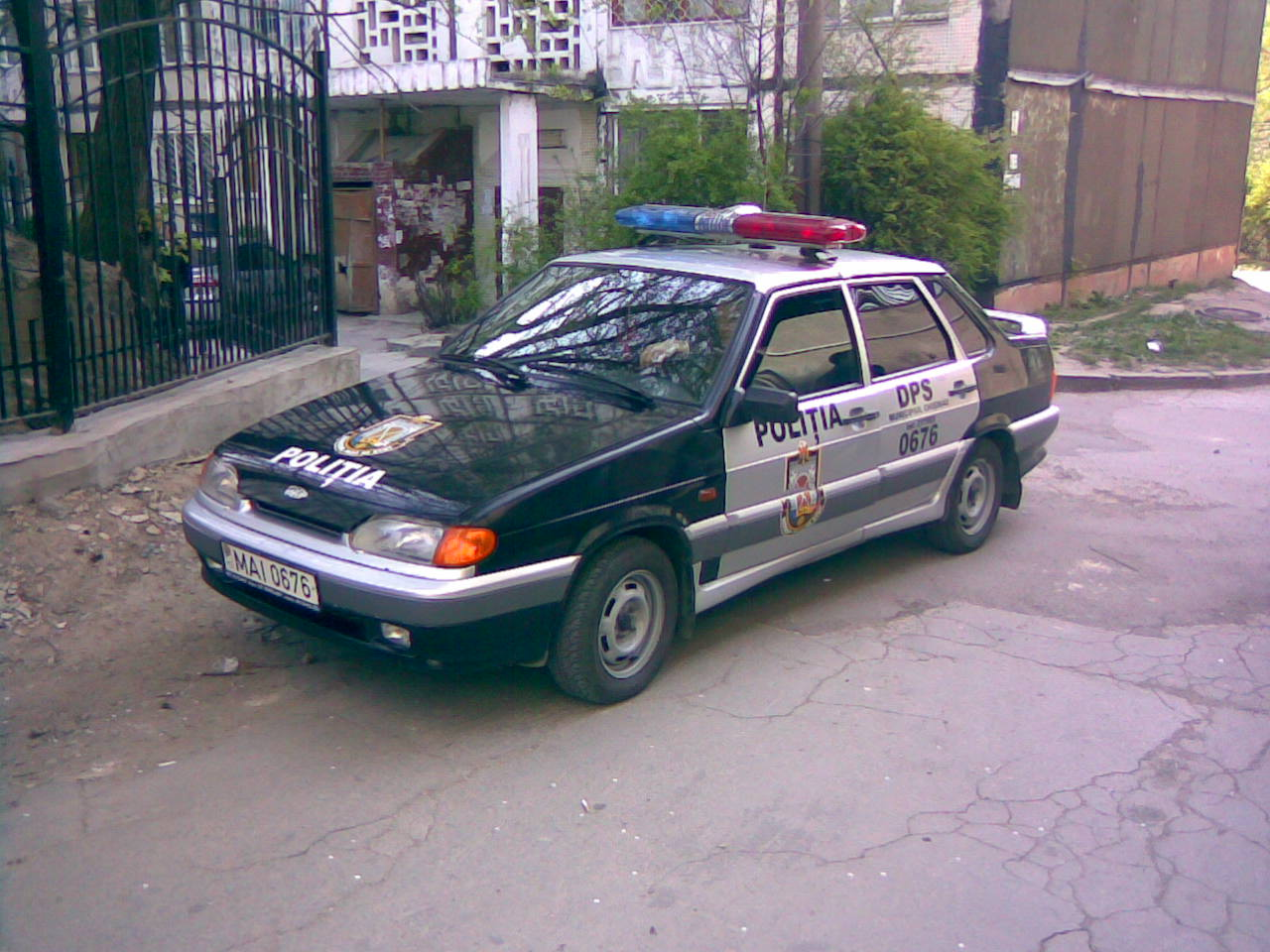
Una volante (circa anni 2000)
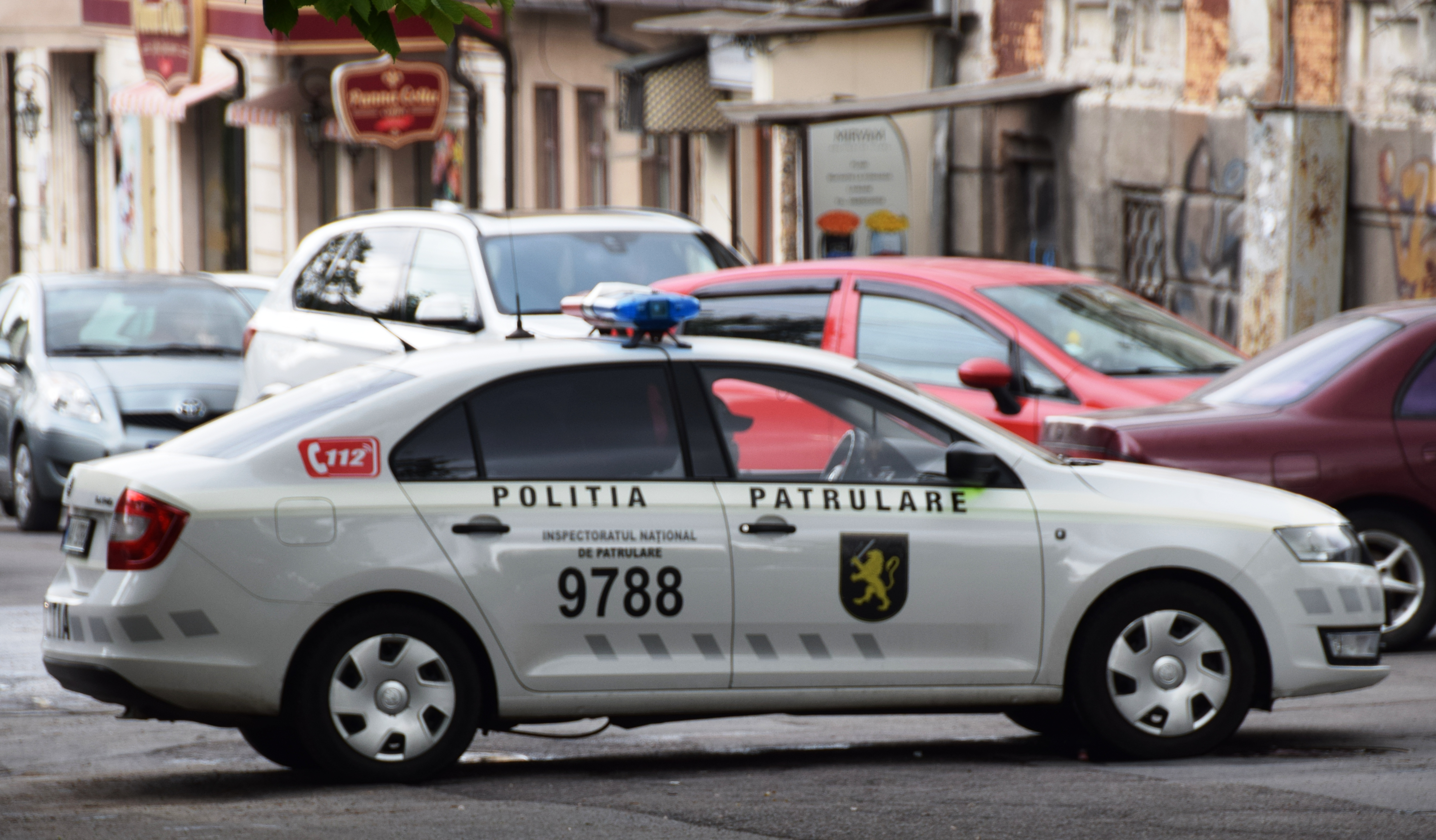
Un modello della polizia negli anni del 2015-2020 circa
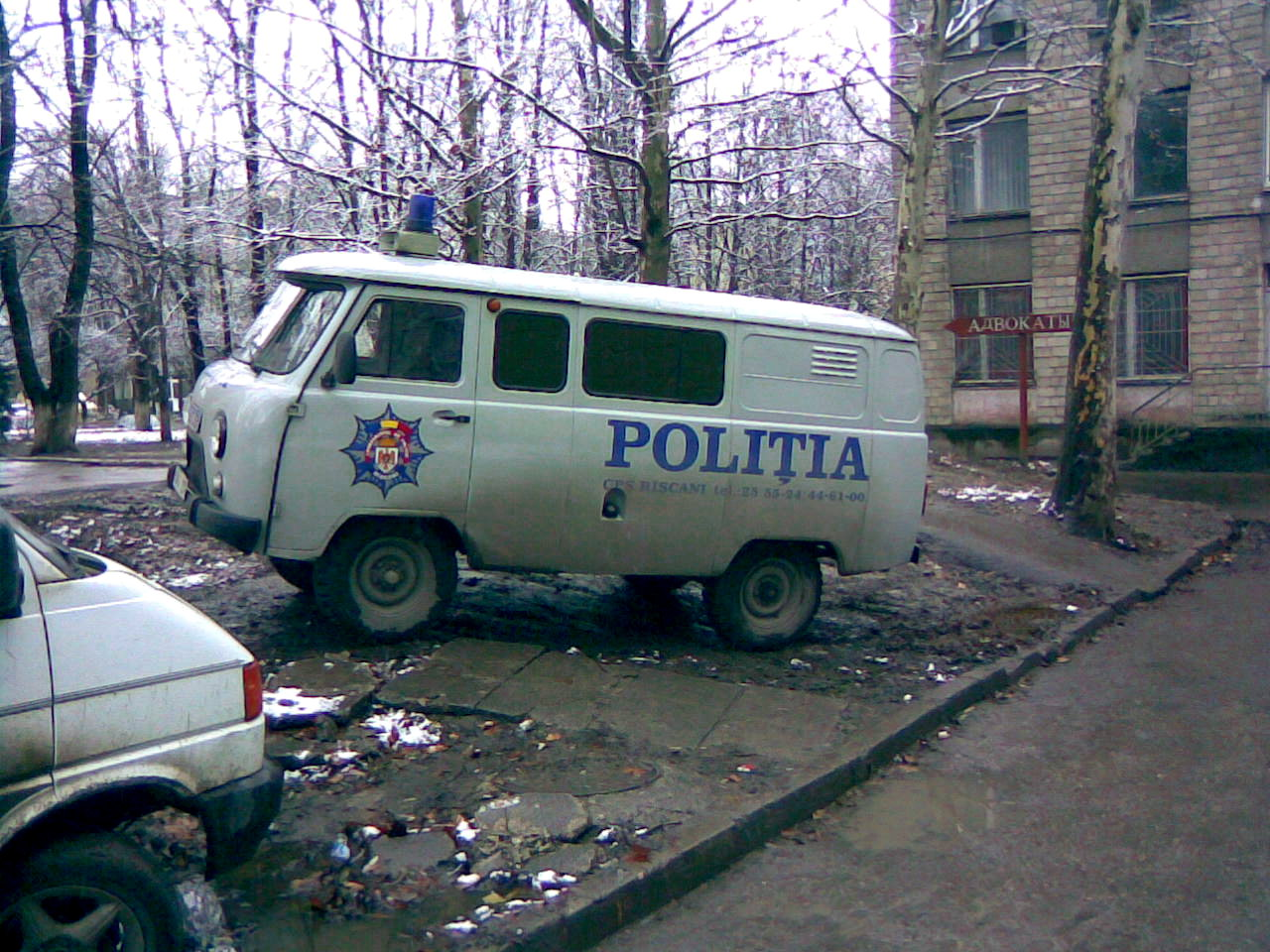
Un modello della cellulare degli anni 1980 circa
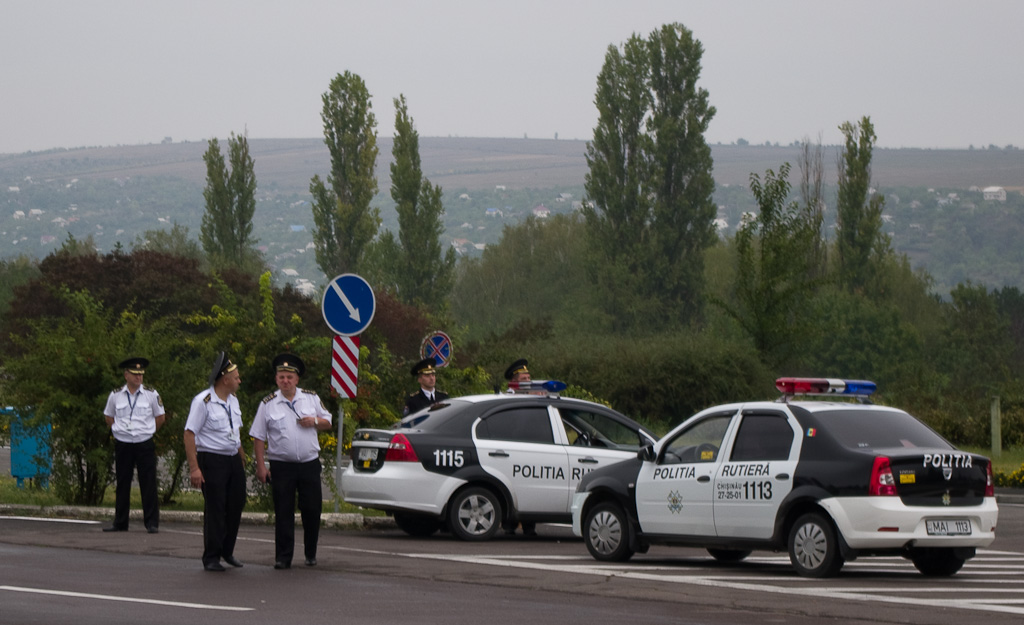
Un posto di blocco della polizia moldava
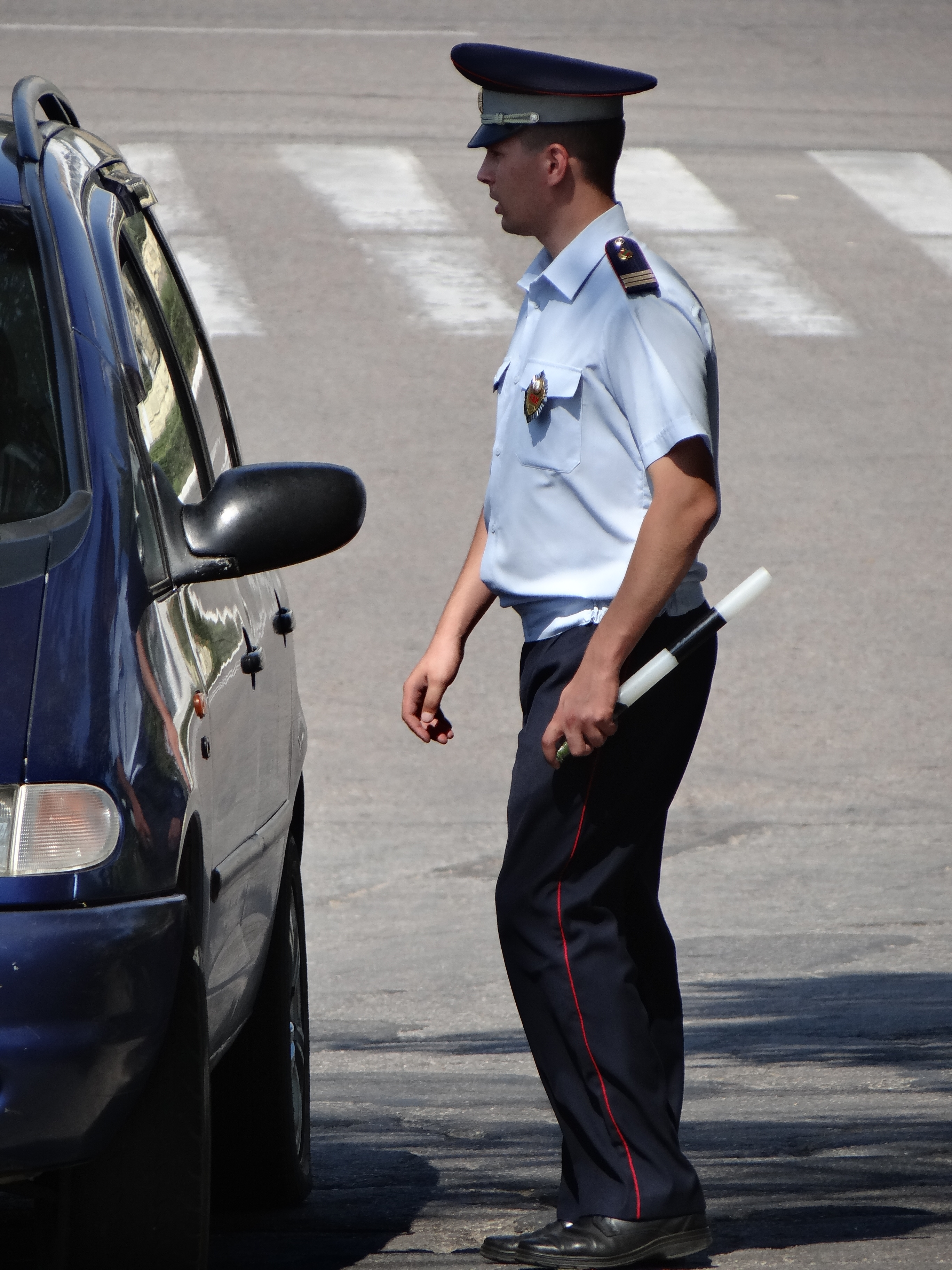
Un poliziotto della Transnistria
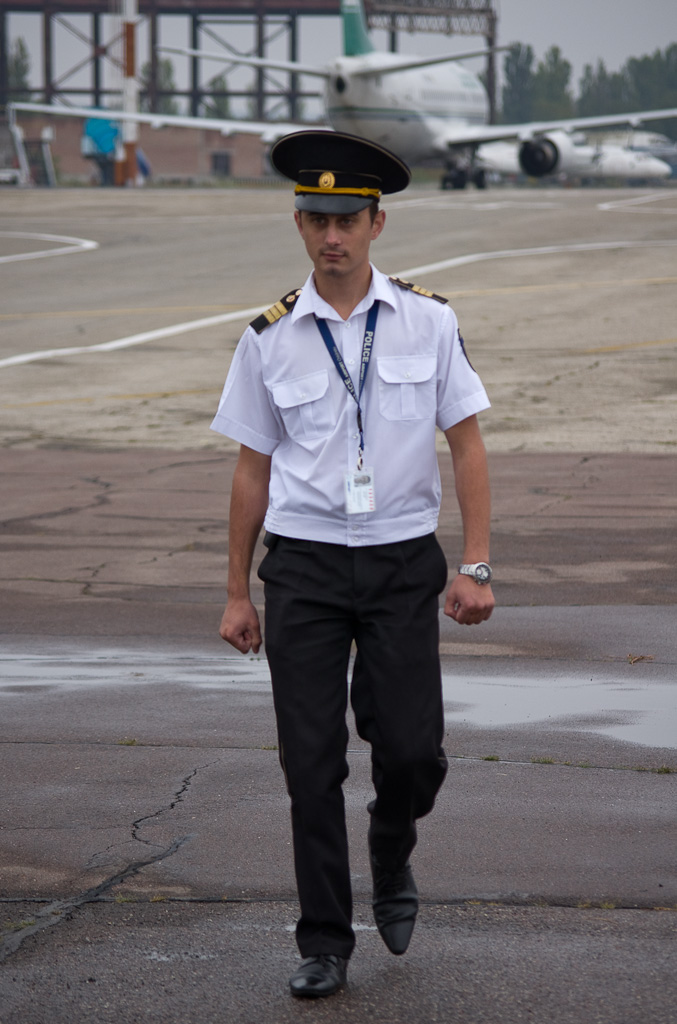
Un poliziotto all'aeroporto di Chișinău